# Pelé (football, 1978)
Pour les articles homonymes, voir Cardoso et Pelé (homonymie).
Pedro Miguel Cardoso Monteiro, dit Pelé, est un footballeur cap-verdien né le 2 mai 1978 à Albufeira (Portugal).

## Biographie
Mesurant 1,86 m et pesant 86 kg, ce défenseur commence sa carrière en 1996 au club d'Imortal DC. Il est transféré à l'aube de la saison 2002-2003 au SC Farense et prend le chemin de Belenenses un an plus tard.
Il arrive en Angleterre en 2006, à Southampton. Il est, dans la foulée, logiquement appelé pour la première fois en équipe du Cap-Vert en août 2006 face à la Gambie. Il réussit une très bonne saison 2006-2007, jouant tout de même 41 matchs, dont 36 en championnat (1 but). Cette impressionnante première année révèle une bonne adaptation au jeu anglais et un très bon jeu de passe.
Il rejoint West Bromwich Albion en 2007 pour 1,3 million d'euros et un contrat de deux saisons (plus une en option). Sa première saison est honorable, il joue 21 matchs et le club est champion de Championship (D2). La saison suivante est plus délicate, Tony Mowbray ne lui fait pas confiance et il ne joue que 3 matchs.
En fin de saison 2008-2009, le club descend et le manager lui signifie la non prolongation de son contrat au sein du club. Il rejoint alors le club écossais de Falkirk le 12 novembre 2009.

## Carrière
- 1997-2002 :  Imortal DC
- 2002-2003 :  Sporting Farense
- 2003-2006 :  CF Belenenses
- 2006-2007 :  Southampton FC
- 2007-2009 :  West Bromwich Albion
- 2009-2010 :  Falkirk FC
- 2010 :  Milton Keynes Dons
- 2011 :  Northwich Victoria
- 2011-2012 :  Hednesford Town FC
- 2012-2013 :  Hayes & Yeading United
- depuis 2013 :  Havant & Waterlooville FC[5],[6],[7]

## Palmarès
- 11 sélections et 0 but en équipe du Cap-Vert entre 2006 et 2009
- Champion d'Angleterre de D2 en 2008 avec West Bromwich Albion